# Abo Kiyokazu

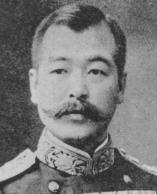
Abo Kiyokazu

Baron Abo Kiyokazu (jap. 安保 清種; * Meiji 3/10/15lunisolar/8. November 1870greg. als Sawano Kōzaburō (沢野 康三郎) in der heutigen Präfektur Saga; † 8. Juni 1948) war ein japanischer Admiral der Kaiserlichen Marine, der unter anderem von 1930 bis 1931 Marineminister war.

## Leben

### Militärische Ausbildung und Seeoffizier
Abo Kiyokazu war der Sohn von Sawano Yasusaburō, der Kommandant einer Militärakademie war, wurde allerdings durch den stellvertretenden Kommandanten und späteren Vizeadmirals Abo Kiyoyasu unter der Voraussetzung adoptiert, das er dessen Tochter heiratet. Er begann als Seekadett und Teilnehmer des 18. Lehrgangs seine Ausbildung an der Kaiserlich Japanischen Marineakademie (Kaigun Heigakkō). Nachdem er die Ausbildung als Elftbester von 61 Teilnehmern abgeschlossen hatte, wurde er am 17. Juli 1891 zum Fähnrich zur See befördert und an Bord des Schulschiffs Hiei versetzt. Im Anschluss folgten Verwendungen an Bord des Raddampfers Jingei, des Schulschiffs Kanju, des Geschützten Kreuzers Matsushima sowie des Ungeschützten Kreuzers Takao, auf dem er nach seiner Beförderung zum Leutnant zur See (Shōi) am 1. März 1894 stellvertretender Abschnittsoffizier wurde. Nachdem er vom 4. April bis zum 27. Juni 1894 einen Lehrgang am Schießausbildungszentrum besucht hatte, wurde er stellvertretender Abschnittsoffizier auf dem Geschützten Kreuzer Itsukushima sowie danach am 29. Juli 1895 stellvertretender Abschnittsoffizier und stellvertretender Navigationsoffizier auf dem Kanonenboot Banjō. Nachdem er zwischen dem 20. Dezember 1895 und dem 31. März 1896 einen weiteren Lehrgang am Schießausbildungszentrum absolviert hatte, kehrte er als stellvertretender Abschnittsoffizier auf den Geschützten Kreuzer Matsushima zurück und war danach vom 1. Juni bis zum 25. August 1897 kommissarischer Abschnittsoffizier des Matrosenkorps in Sasebo. Am 25. August 1897 wurde er an Bord des Geschützten Kreuzers Izumi versetzt, wo er am 1. Dezember 1897 zunächst zum Oberleutnant zur See (Chui) befördert wurde. Nachdem er bereits knapp vier Wochen später auch zum Kapitänleutnant (Daii) befördert worden war, wurde er zunächst Abschnittsoffizier und danach am 19. März 1898 Leitender Navigationsoffizier der Izumi.
Anschließend wurde Abo am 19. Mai 1898 Abschnittsoffizier auf dem Kanonenboot Tsukushi und war danach vom 30. Juli 1898 bis zum 4. Mai 1899 Ausrüstungsoffizier im Marinedistrikt Yokosuka. Zeitgleich fungierte er seit dem 8. Januar 1898 zunächst als Ausrüstungsoffizier sowie ab dem 9. Dezember 1898 als Leitender Geschützoffizier auf dem Geschützen Kreuzer Akashi. Nach einer Wartestellung vom 13. Oktober bis zum 25. Dezember 1899 wurde er Instrukteur am Schießausbildungszentrum und war danach vom 14. März bis zum 8. Dezember 1900 Offizier an Bord des Panzerkreuzers Izumo, mit er an einer Fahrt ins Vereinigte Königreich teilnahm. Nach seiner Rückkehr war zwischen dem 8. Dezember 1900 und dem 8. Juli 1902 Adjutant im Admiralstab sowie anschließend Abschnittsoffizier auf dem Einheitslinienschiff Asahi, ehe er am 20. Februar 1903 Leitender Geschützoffizier auf dem Geschützten Kreuzer Suma wurde.

### Russisch-Japanischer Krieg und Erster Weltkrieg

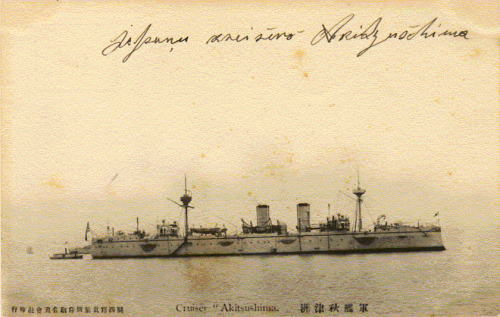
Als Kommandant des Geschützten Kreuzers Akitsushima übernahm Fregattenkapitän Abo Kiyokazu 1910 sein erstes eigenes Schiffskommando

Nach seiner Beförderung zum Korvettenkapitän (Shōsa) wurde er am 26. September 1903 Leitender Geschützoffizier des Panzerkreuzers Yakumo. Mit diesem nahm er während des Russisch-Japanischen Krieges am 9. Februar 1904 am Angriff auf Port Arthur, an der Belagerung von Wladiwostok sowie am 10. August 1904 an der Seeschlacht im Gelben Meer teil. Daraufhin wurde er am 13. Februar 1905 Leitender Geschützoffizier auf dem Einheitslinienschiff Mikasa und nahm als solcher vom 27. bis 28. Mai 1905 an der Seeschlacht bei Tsushima teil. Nach einer Verwendung vom 29. September bis 12. Dezember 1912 als Offizier im Stab des Marinedistrikts Sasebo war er bis zum 12. Februar 1912 Mitarbeiter des Marineattachés an der Gesandtschaft im Vereinigten Königreich und erhielt als solcher am 28. September 1906 seine Beförderung zum Fregattenkapitän (Chūsa).
Nach seiner Rückkehr war Abo Kiyokazu zwischen dem 20. April 1908 und dem 1. Dezember 1910 Instrukteur an der Marinehochschule (Kaigun Daigakkō). Nach dem Tode seines Adoptivvaters Abo Kiyoyasu am 27. Oktober 1909 erbte er von diesem am 22. November 1909 den Titel als Baron (Danshaku) innerhalb des Erbadels (Kazoku). Am 1. Dezember 1910 übernahm er als Kommandant des Geschützten Kreuzers Akitsushima kurzzeitig sein erstes eigenes Schiffskommando und war danach vom 16. Januar 1911 bis 1. Dezember 1911 Offizier im Stab der 2. Flotte. Nach seiner darauf folgenden Beförderung zum Kapitän zur See (Daisa) war er vom 1. Dezember 1911 bis zum 1. Dezember 1912 Chef des Stabes der 2. Flotte sowie anschließend Offizier im Admiralstab der Kaiserlich Japanischen Marine, ehe er zwischen dem 6. März 1913 und dem 22. April 1915 nunmehr selbst Marineattaché an der Gesandtschaft im Vereinigten Königreich war. Nach seiner Rückkehr nach Japan war er zunächst erneut Offizier im Admiralstab der Kaiserlichen Marine sowie daraufhin vom 13. Dezember 1915 bis zum 1. Dezember 1916 Kommandant des zur Satsuma-Klasse gehörenden Schlachtschiffs Aki.

### Aufstieg zum Admiral und Marineminister
Nachdem Abo Kiyokazu am 1. Dezember 1916 zum Konteradmiral (Shōshō) befördert worden war, fungierte er bis zum 1. Dezember 1920 als Leiter der Abteilung 1 im Admiralstab der Kaiserlichen Marine. Daneben unterrichtete er in dieser Zeit als Instrukteur an der Marinehochschule. Am 13. September 1920 übernahm er von Vizeadmiral Takeshita Isamu den Posten als stellvertretender Chef des Admiralstabes der Marine und wurde als solcher am 1. Dezember 1920 zum Vizeadmiral (Chūjō) befördert. Den Posten als stellvertretender Chef des Admiralstabes der Marine bekleidete er bis zu seiner Ablösung durch seinen Lehrgangskameraden Vizeadmiral Katō Hiroharu am 1. Mai 1922. Er selbst war daneben vom 1. Dezember 1920 bis zum 10. Mai 1922 Mitglied des Admiralitätsausschusses und daraufhin Marineattaché an der Vertretung beim Völkerbund. Anschließend fungierte er vom 25. Mai 1923 bis zum 11. Juni 1924 als Direktor des Marineschiffbaukommandos sowie zwischen dem 11. Juni 1924 und dem 15. April 1925 als Vize-Marineminister. Zugleich war er vom 25. Mai 1923 bis zum 15. April 1925 erneut Mitglied des Admiralitätsausschusses. Am 15. April 1925 übernahm er den Posten als Oberkommandierender des Marinedistrikts Kure und verblieb in dieser Verwendung bis zum 10. Dezember 1926.
Daraufhin war Abo zwischen dem 10. Dezember 1926 und dem 20. April 1927 Mitglied des Marinerates und erhielt in dieser Verwendung am 1. April 1927 seine Beförderung zum Admiral (Taisho). Nachdem er vom 20. April 1927 bis zum 16. Mai 1928 Oberkommandierender des Marinedistrikts Yokosuka sowie abermals Mitglied des Admiralitätsausschusses war, wurde er erneut Mitglied des Marinerates. Als solcher gehörte er vom 12. November 1929 bis zum 3. Oktober 1930 als Mitglied und Berater der von Admiral Takarabe Takeshi geleiteten Delegation bei der Londoner Flottenkonferenz.
Am 3. Oktober 1930 wurde Abo Kiyokazu von Premierminister Hamaguchi Osachi als Nachfolger von Takarabe Takeshi zum Marineminister in dessen Kabinett berufen. Das Amt des Marineministers bekleidete er vom 14. April bis 13. Dezember 1931 auch in dem anschließend gebildeten zweiten Kabinett von Premierminister Wakatsuki Reijirō. Als Minister gehörte er zu sogenannten „Vertragsfaktion“ innerhalb der Kaiserlichen Marine, die die Verträge der Flottenkonferenzen anerkannte, und der eine Wiederbelebung der Anglo-Japanischen Allianz durch diplomatische Verhandlungen erhoffte. Während seiner Amtszeit als Minister kam es zur Dienstweg-Kontroverse, bei der darüber gestritten wurde, ob die Kaiserlich Japanische Armee und die Kaiserliche Marine dem gewählten Parlament (Kokkai) und dem Premierminister gegenüber berichtspflichtig waren oder ausschließlich dem Tennō gegenüber Bericht zu erstatten hatten.
Nach seinem Ausscheiden aus dem Ministeramt gehörte er zwischen dem 13. Dezember 1931 und dem 1. Juni 1933 abermals dem Marinerat als Mitglied an, ehe er nach einer Wartestellung am 15. Januar 1934 zunächst in die erste sowie anschließend am 15. Oktober 1935 in die zweite Reserve versetzt wurde. Später war er vom 15. Oktober 1937 bis zu seinem Rücktritt am 22. Oktober 1941 mit Ausnahme einer zweitägigen Unterbrechung zwischen dem 8. und 10. März 1940 Vize-Kabinettsminister. Am 15. Oktober 1940 wurde er in den Ruhestand versetzt.

## Hintergrundliteratur
- Denis Warner, Peggy Warner: The Tide at Sunrise: A History of the Russo-Japanese War, 1904–1905, Charterhouse, 1974
- Trevor N. Dupuy: Encyclopedia of Military Biography, I B Tauris & Co Ltd., 1992, ISBN 1-85043-569-3.
- Erik Goldstein: The Washington Conference, 1921–22: Naval Rivalry, East Asian Stability and the Road to Pearl Harbor, Routledge, 1994, ISBN 0-7146-4136-7.
- J. Charles Schencking: Making Waves: Politics, Propaganda, And The Emergence Of The Imperial Japanese Navy, 1868–1922, Stanford University Press, 2005, ISBN 0-8047-4977-9.